# らーめん八角

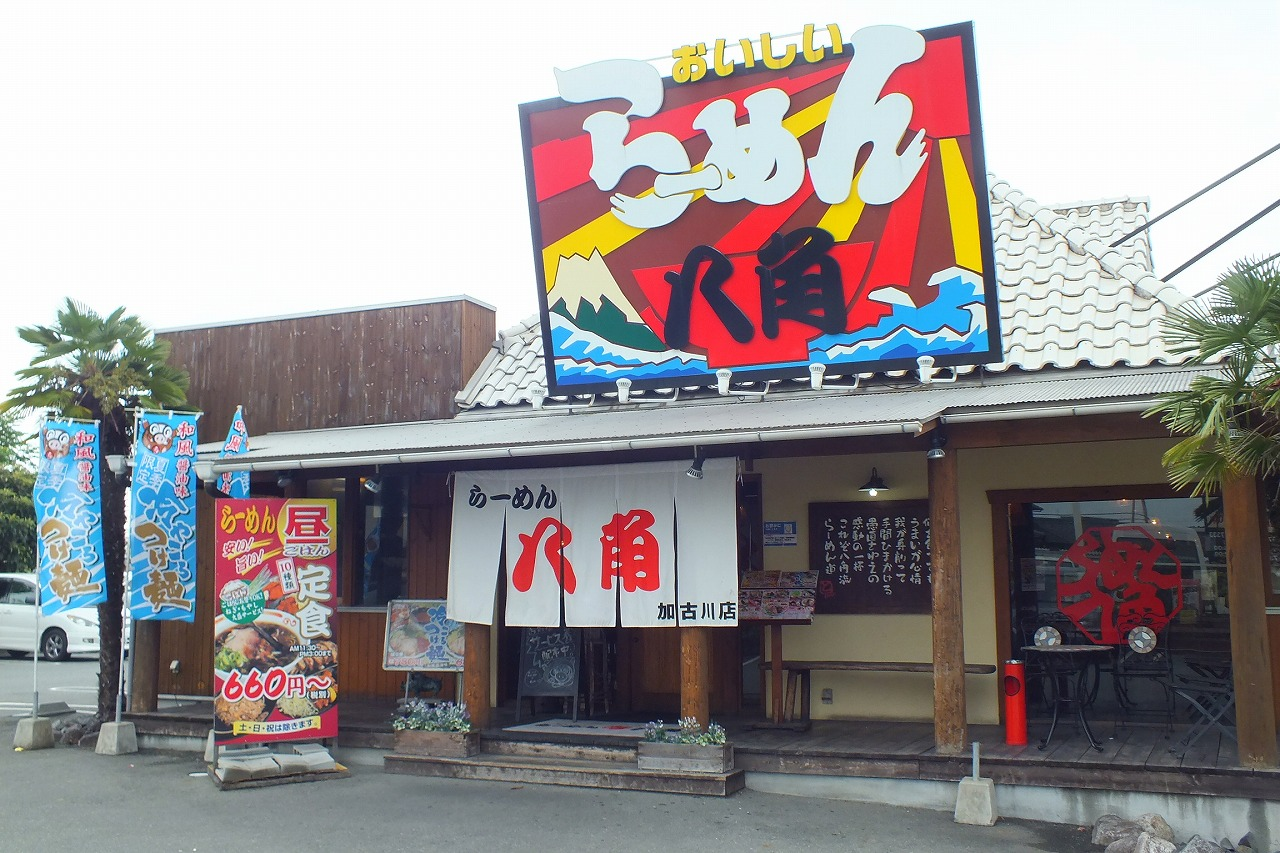
らーめん八角 加古川店

らーめん八角（ラーメンはっかく）は、日本のラーメンチェーン店。加古川市を中心に、兵庫県の播磨地域で展開している。運営会社は株式会社八角。

## 概要

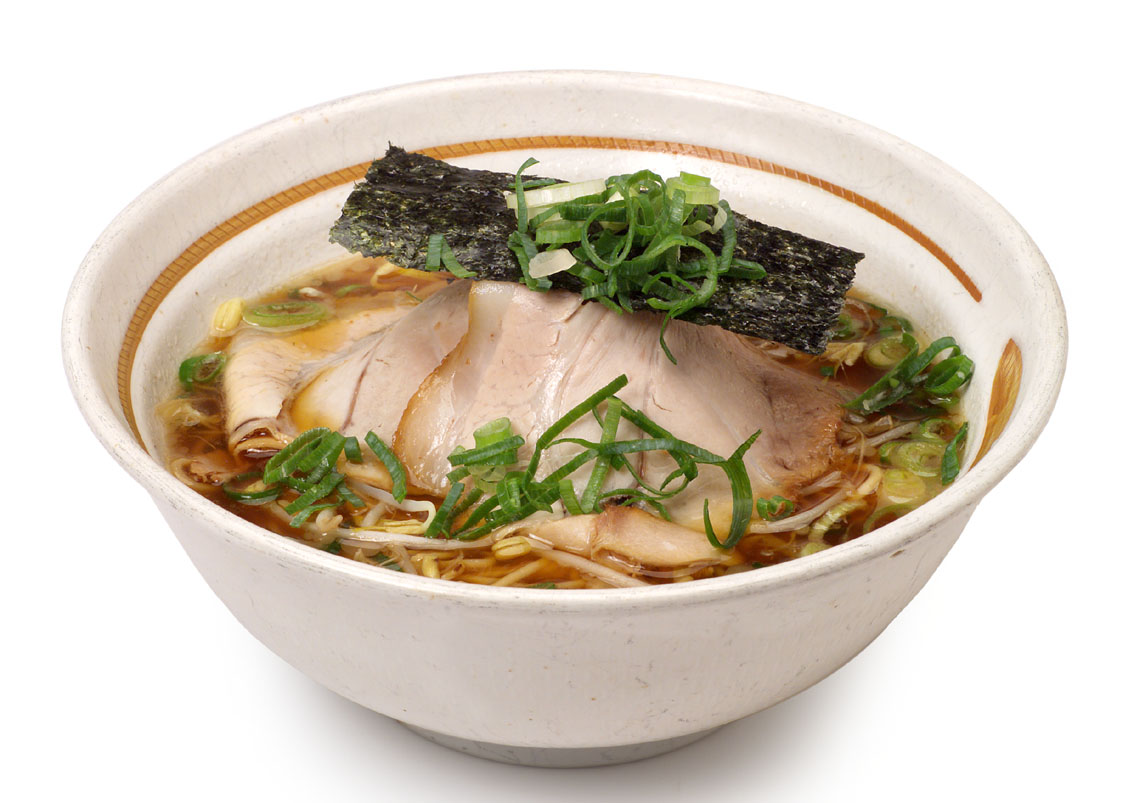
らーめん八角の姫路ラーメン（醤油ラーメン）

2023年1月現在FC店を含め18店舗を運営する、醤油ダレからスープ、チャーシューまで、すべて店内での手作りにこだわるラーメンチェーン店。

### 1号店
1994年、当時喫茶店「カサノバ」11店舗と居酒屋を運営していた創業者の大西敏文（現会長）は、バブル崩壊と共に喫茶店営業に限界を感じ始めていた。次なる展開として「ラーメンの時代が来る」と予感し、播州特産の甘めの醤油を用いたラーメン店の出店を試みる。客がほとんど来ず閉店間際だった店の厨房のパスタの釜を使って、独学で学んだラーメンのスープを試作を繰り返したところ、納得のいくラーメンができ親しい業者に食べさせると好評だったため自信を深め、自社が運営する居酒屋「へのへのもへの」の駐車場に日曜大工で建てた八角形の屋台を作った。八角形にした理由は、従業員を雇う余裕すらないため店主が真ん中に立つことにより、1人で多人数の客に対応するためであったが、「八方に幸せを撒く」という創業者の思いも込められているという。「らーめん八角」の屋号は、当時居酒屋で勤務していたアルバイト従業員の「八角形だから八角でいいんじゃないです？」の一言で決まった。1人で厨房に立つため、すべてセルフサービスで、会計もセルフサービスで代金を回収し、お釣りまでもがセルフサービスとしたため売上よりも現金が多かった日もあったという。しかし、これが大当たりし4坪14席の小規模な屋台で開店初月240万円を売り上げた。低イニシャルコストで、家賃と人件費が0であるため利益率は高かった。『駐車場に建つ屋台』というユニークなロケーションも人気を呼んだ理由の一つだった。居酒屋店舗の駐車場であるため、飲んだ後のシメにも最適であった。

### 幻の黄金麺
オープン2週間で大西は当時居酒屋の店長をしていた息子の大西慎也（現社長）に店を任せると、さらにオープンさせた2号店（原田店）では、再び自ら厨房に立ち1号店では扱わなかった餃子をメニューに取り入れた。この時に厨房内に置きっぱなしにしていた麺が発酵し、もちもちとした触感の光輝く透き通ったスープと相性抜群の黄金麺が偶然にもでき上がったが、以降その麺と出会える事は2度となかったという。その後、大西敏文は同じ形式の店舗を一気に5店舗にまで拡大する。

### 企業として
ラーメンという新業態に確かな手ごたえを感じた大西慎也は、2000年に初めて大型店舗を出店。同時に「有限会社八角」を設立。この店舗を現八角チェーン店のモデルとして以降展開する。屋台店舗は徐々に撤退、居酒屋はお好み焼屋に業態転換するなどの整理も行い、この年から八角の企業として本格始動する。2008年、大西慎也は全国展開を狙い、まずは岡山県倉敷市のイオンタウン水島への出店を試みるも、たったの9ヶ月で撤退するという苦い経験をする。ところが、この失敗が転機となり自分自身の経営や経理の無知を悟り猛勉強。従業員へも経営感覚を付けさせるなどこれまでの経営方針を一転。新規出店は見合わせ、既存店の徹底見直しを開始、2011年よりは全店舗を黒字転換させ、さらには4年連続増収増益を達成した。その後、ユニークな販促キャンペーンなどを通じて知名度を上げ、2011年からは「5ヵ年計画」を掲げ、店舗数を増やした。2023年1月現在、7つのチェーン店で直営19店、FC19店、計38店舗を運営している。

### フランチャイズ店展開
FC店に関しては、当初は募集したわけでもなく「FC店として、ぜひやらせて頂きたい」という声があり、FC展開する予定も募集もしていなかったために慌ててマニュアルを準備したという逸話がある。その後、2023年1月現在には、姫路市、西脇市、三木市、相生市、加東市、たつの市など12店舗に増えている。

## 沿革
- 1994年 - 姫路市御国野町の居酒屋敷地内に屋台1号店（御着店）を開業。
- 2000年4月 - 加古郡播磨町の明姫幹線沿に、大型店舗として1号店となるらーめん八角播磨本店開業。同年12月、有限会社八角設立。
- 2002年12月 - 八角FC1号店のらーめん八角赤穂店（赤穂市市新田）がオープン。
- 2007年11月 - 発祥地である姫路市御国野町にらーめん八角姫路御着店を5年ぶりにオープン。
- 2008年11月 - 初のSCレストラン街店舗となるらーめん八角・うまいもん横丁イオン加西北条店がオープン。
- 2009年5月 - らーめん八角姫路総本店オープン。
- 2010年11月 - 神戸市に進出。らーめん八角FC玉津店オープン。同年12月、初の八角PBブランド商品“八角キムチ”（手柄食品製）発売[11]。
- 2010年12月 - 有限会社八角から株式会社八角へ。
- 2011年2月 - 「らーめん八角」「うまいもん横丁」の名称が商標登録を得る。
- 2011年8月2日 - 「姫路・播磨ラーメン・点心応援会」の発足会が「らーめん八角」（姫路市土山7）で開催される。播磨のご当地ラーメンの「姫路らーめん」を普及・応援することを目的に結成された。会長には、厨房機器専門店「松尾金物」の松尾宗昶が就任[12]。
- 2012年8月 - らーめん八角持ち帰り「姫路らーめん」発売、通信販売も開始。同年9月、常務の大西慎也が代表取締役に就任、創業者大西敏文が会長に。
- 2013年2月 - 初の社員独立ライセンス制度で、らーめん八角FCたつの店がオープン。

以上より。
- 2016年 - 『日経トレンディ』、『月刊近代食堂』などに取り上げられる。らーめん八角FC丹波店がオープン[13]。
- 2017年1月23日 - 大西慎也の著書「手作り屋台が生んだ やりすぎ飲食店経営」が刊行[14][15][13]。
- 2017年10月8日 - 神戸新聞「経営新潮流」トップインタビュー第39回に現社長の大西慎也の19歳での父から引き継いだ1億円の借金から年商14億円の現在の八角にまでを育て上げた逸話が掲載される[16]。
- 2021年8月6日 - 関西テレビ放送「ちゃちゃ入れマンデー」にて、らーめん八角チェーンが兵庫県播磨地域で地域に愛されるラーメンチェーンとして紹介される[17]。
- 2022年3月29日 - 明石じゃーなる「開店・閉店」カテゴリーにて、らーめん八角 明石藤江店が新業態の中華そば八角にリニューアルオープンしたことが掲載される[18]。

## 代表メニュー

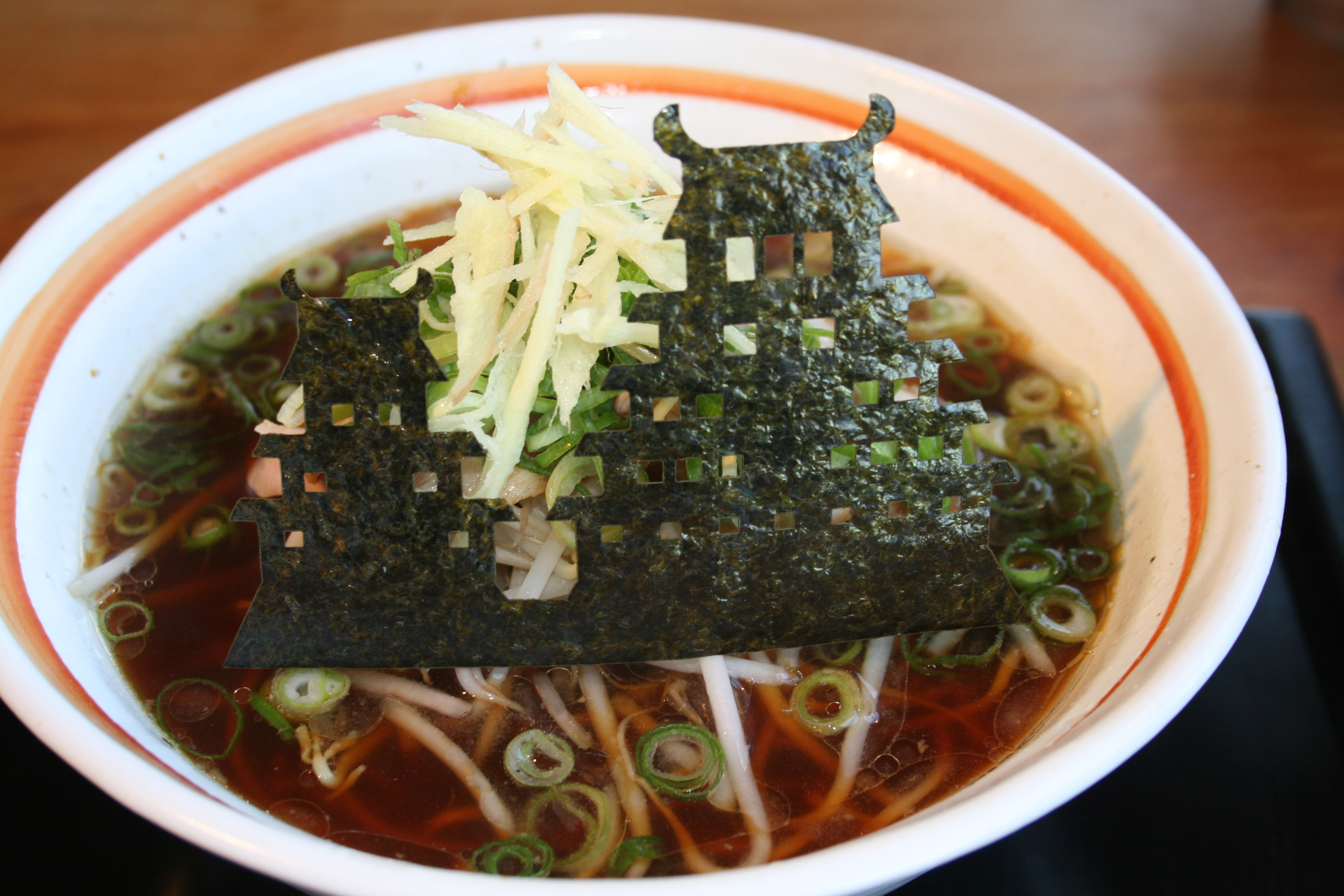
らーめん八角の姫路らーめん

- 八角らーめん - 看板メニュー、「あっさり」、「半こて」、「こってり」、「こてこて」の選べる4つの脂加減が特徴[19]。
- 姫路らーめん - 播州醤油を基本に生姜をトッピング。姫路城（白鷺城）をイメージした海苔が乗る[19]。2023年1月現在、販売していない。
- 唐唐らーめん - 神戸唐唐亭（加古川市）と共同開発したコラボ商品。姫路・播州地方では唐唐鍋というピリ辛味噌を使った鍋料理が、昔から親しまれているが、その唐唐鍋の味噌を使ったラーメン[20]。2023年1月現在、販売していない。
- 餃子 - 店内での一つずつの手作り。特製味噌だれで食べる。八角の店名にちなみ、8の付く日は88円で提供され、日本最安値の餃子として日本テレビ「トリックハンター」にて紹介される[21][22]。
- ちゃーしゅーおにぎり - 丸型のおにぎりを海苔で巻き、播州醤油や酒、みりんに漬け込み煮込んだチャーシューに包まれ、中に甘味の強いキムチが入る[23][19]。
- 八角キムチ - ニンニク、リンゴ、ハチミツ、オキアミなどを加え「甘みの強い濃厚なしょうゆラーメンによく合うキムチ」をコンセプトに手柄食品と共同開発された商品[24]。

## 所在地

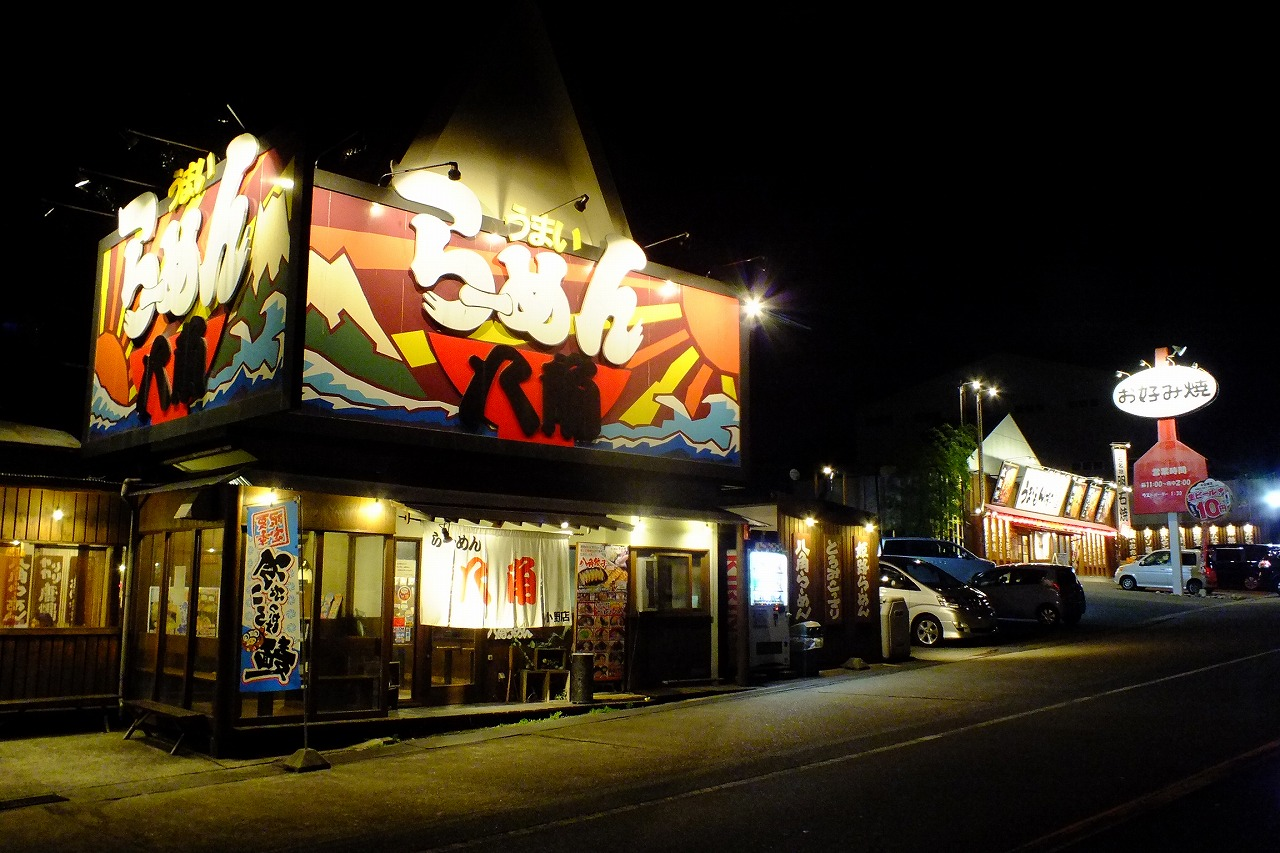
小野店
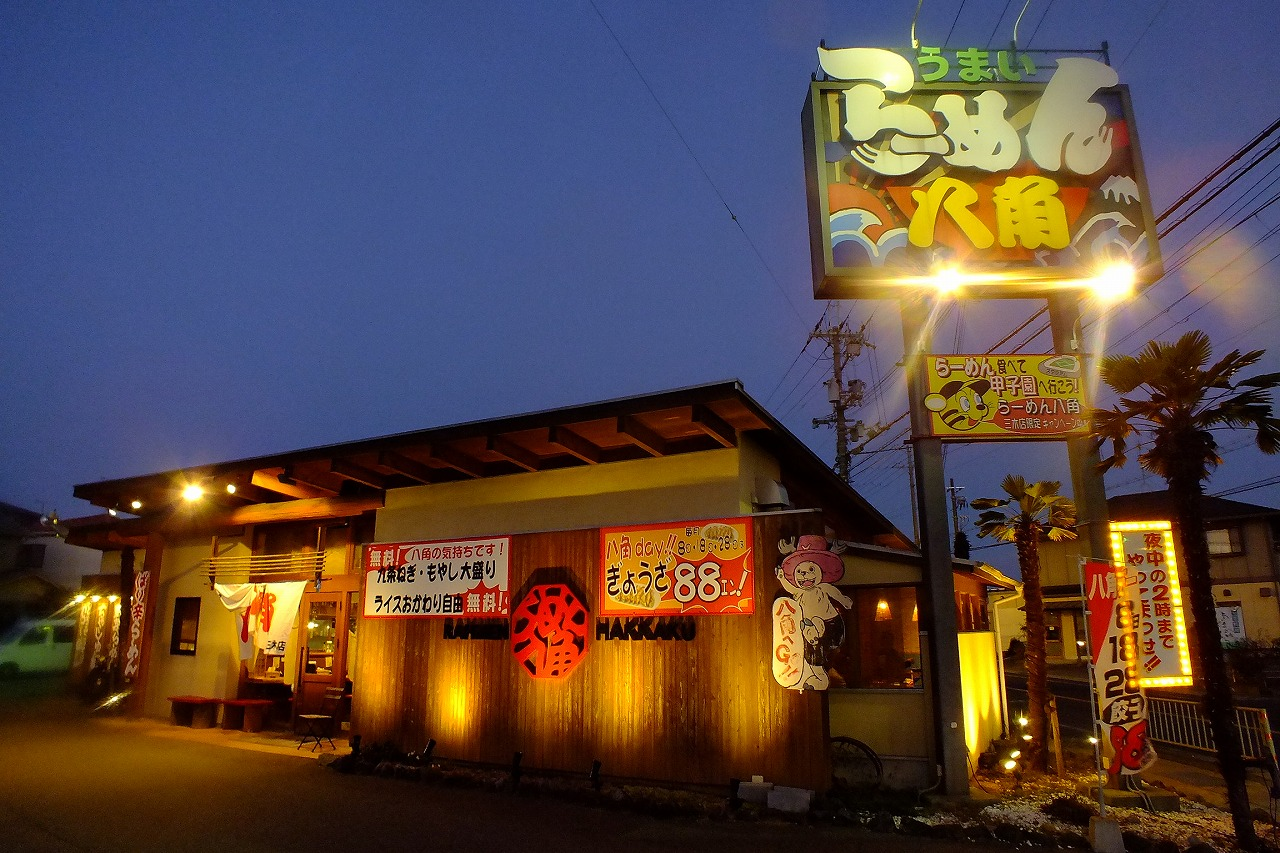
FC三木店

- 本社

兵庫県加古川市加古川町南備後45-1-102
- 店舗

18店舗（直営店6店舗、FC店12店舗）
直営店
- 播磨本店
- 小野店
- 太子店
- 加古川店
- 姫路御着店
- イオンモール加西北条店

FC店
- FC相生店
- FC加東店
- FCたつの店
- FCたつの駅前店
- FC山崎店
- FC西脇店
- FC福崎店
- FC三木店
- FC飾西店
- FC飾磨店
- FC広畑店

- 小野店
- FC三木店